# Катержина Богмова (1986)
Катержина Богмова (чеськ. Kateřina Böhmová; нар. 18 листопада 1986) — колишня чеська тенісистка.
Найвищу одиночну позицію світового рейтингу — 107 місце досягла 12 червня 2006, парну — 214 місце — 24 липня 2006 року.
Здобула 3 одиночні титули туру ITF.
Завершила кар'єру 2012 року.

## Загальна статистика

### Фінали в одиночному розряді: 7 (3–4)
| турніри $100,000 |
| турніри $75,000  |
| турніри $50,000  |
| турніри $25,000  |
| турніри $10,000  |

| Результат | Ранг | Дата            | Турнір                   | Покриття  | Суперниця у фіналі   | Рахунок у фіналі |
| Перемога  | 1.   | 24 серпня 2003  | Кендзежин-Козьле, Польща | Ґрунт     | Марта Лесьняк        | 2–6, 6–2, 6–2    |
| Поразка   | 2.   | 28 березня 2004 | Афіни, Греція            | Тверде    | Віржині Піше         | 1–6, 2–6         |
| Поразка   | 3.   | 23 травня 2004  | Казерта, Італія          | Ґрунт (i) | Паула Гарсія         | 6–0, 3–6, 2–6    |
| Перемога  | 4.   | 20 червня 2004  | Ленцергайде, Швейцарія   | Ґрунт     | Юлія Бабілон         | 6–4, 6–4         |
| Поразка   | 5.   | 08 серпня 2004  | Ріміні, Італія           | Ґрунт     | Юліана Федак         | 4–6, 3–6         |
| Перемога  | 6.   | 08 жовтня 2005  | Барселона, Іспанія       | Ґрунт     | Марія Санчес Лоренсо | 3–6, 6–3, 7–5    |
| Поразка   | 7.   | 6 серпня 2006   | Баден-Баден, Німеччина   | Ґрунт     | Мартіна Мюллер       | 1–6, 1–6         |

### Парний розряд Фінали: 1 (0–1)
| Результат | NO | Дата           | Турнір                | Покриття | Партнерка         | Суперниці у фіналі     | Рахунок у фіналі |
| Поразка   | 1. | 04 грудня 2005 | Палм-Біч-Гарденс, США | Ґрунт    | Ольга Виметалкова | Chan Chin-Wei Сє Шувей | 6–7(2–7), 5–7    |